# Đinh Xuân Quảng

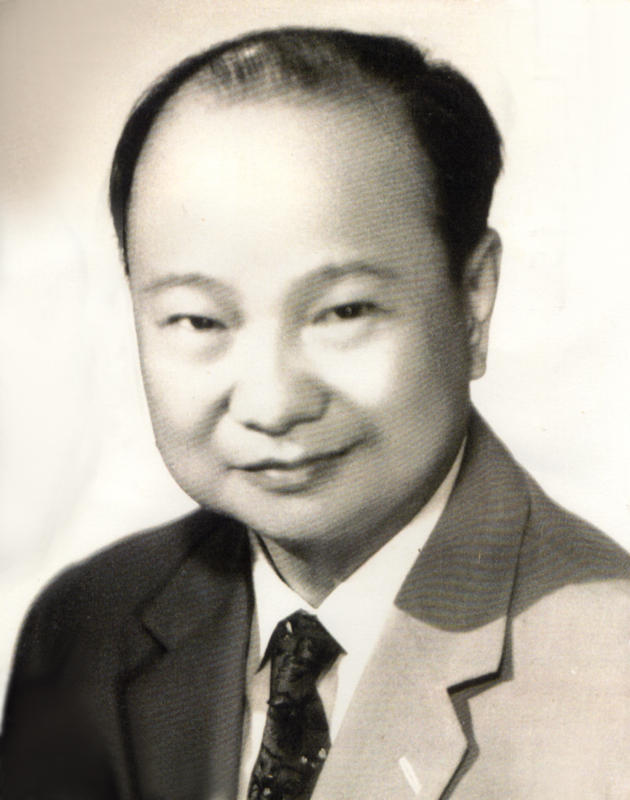
Ảnh chụp Đinh Xuân Quảng (1909-1971)

Đinh Xuân Quảng (9 tháng 10 năm 1909 - 17 tháng 2 năm 1971), là một thẩm phán, luật gia và một chính trị gia Việt Nam. Ông từng là bộ trưởng của quốc gia Việt Nam thời quốc trưởng Bảo Đại

## Tiểu sử
Ông sinh ở làng Thọ Linh, xã Quảng Sơn, thị xã Ba Đồn, tỉnh Quảng Bình là con của tham tri Đinh Xuân Trạc và bà Nguyễn Thị Khôn, nội trợ. Đinh Xuân Quảng đậu cử nhân luật khóa đầu tiên (1930) của Đại học Luật khoa Hà Nội và là một trong những thẩm phán Việt Nam đầu tiên trong ngành Tư pháp. Ông thuộc nhóm trí thức Công giáo ủng hộ giải pháp quốc gia dân chủ trong việc tranh đấu đòi độc lập chống chế độ thực dân Pháp và cộng sản. Nhóm quốc gia dựa vào tinh thần dân tộc và dân chủ, tranh đấu cho độc lập qua giải pháp "ôn hòa" – thương thuyết để hủy bỏ Hiệp ước Patenôtre (1884, công nhận sự đô hộ của Pháp đối với Việt Nam). Ông đã tham gia thành công trong quá trình vận động hủy bỏ Hiệp ước này, mang lại nền độc lập cho nước nhà.
Ông được coi như là một thẩm phán thanh liêm, bị chính phủ Đệ Nhất Cộng hòa Việt Nam của tổng thống Ngô Đình Diệm bỏ tù trên ba năm sau cuộc đảo chính hụt 1960. Sau chính biến 1963 lật đổ Đệ Nhất Cộng Hòa, ông không tham gia chính trị cho đến năm 1966 khi vào Quốc hội Lập hiến, và giữ chức Chủ tịch Quốc hội, tiếp tay xây dựng Hiến pháp Đệ Nhị Cộng hòa 1967.

## Giáo dục, Cuộc Đời
Từ 1885 trở đi nhiều thế hệ người Việt đã tiếp tục tranh đấu giành lại độc lập và tái sáp nhập Nam kỳ vào Việt Nam. Tranh đấu đòi độc lập là con đường nhiều thế hệ trí thức VN đã theo đuổi. Nó khởi đầu với phong trào Cần Vương vào 1885 đến các cuộc khởi nghĩa do Phan Đình Phùng, Hoàng Hoa Thám. Các sĩ phu như Phan Bội Châu, Phan Châu Trinh, v.v. đã tiếp tục nêu cao lá cờ tranh đấu cho độc lập. Sau những đợt đấu tranh bạo động, có nhiều phong trào chủ trương hiện đại hóa đất nước – du học tại nhiều quốc gia, học hỏi Tây phương qua các trường đại học - để tân canh đất nước tranh đấu giành lại độc lập. Theo bước đi của các bậc tiền bối, cụ tham tri Đinh Xuân Trạc khuyến khích con trai mình ra Bắc theo học văn hóa Tây phương để tranh đấu hữu hiệu hơn.
Lúc đầu được đào tạo qua hệ thống giáo dục cổ điển, nhưng ông cũng tham gia - hấp thụ văn hóa Tây phương khi ông học tại trường Lycée Albert Sarraut ở Hà Nội. Năm 1926, ông bị đuổi khỏi trường vì tham gia biểu tình nhân dịp đám ma nhà ái quốc Phan Châu Trinh. Sau đó ông vào Sài Gòn (Nam kỳ) học tại trường Lycée Chasseloup Laubat đậu tú tài môn triết với hạng tối ưu. Ông cũng được giải thưởng khi thi các trường trung học của khu vực Pháp (Concours général des lycées de France et d'Outre mer). Ông vào khóa đầu tiên của trường Đại học Luật Hà Nội mới được thành lập và ra trường năm 1933 với bằng cử nhân luật.
Năm 1938 ông kết hôn với cô Trần thị Kim Dung con gái cụ Trần Đình Duyệt (hiệu là An Thái), xuất thân gia đình công giáo có người tử vì đạo ở Nam Định.
Ông sinh được bốn con - hai trai, hai gái (Đinh Thị Tố Quyên (1941 -) có chồng là Mai Viết Hiếu; T.S. Đinh xuân Quân (1943 -) tiến sĩ kinh tế làm việc trong vai trò cố vấn cải cách kinh tế và hành chánh cho các tân chính phủ hoặc chính phủ của các quốc gia đang phát triển, Đinh Xuân Quốc (1946 – 1965) và B.S. Đinh Thị Tố Quỳnh (1950 -), có chồng là Kiều Quang Chẩn.

## Tham gia Phong trào Tranh đấu giành Độc lập Quốc gia
Sau khi đậu cử nhân luật, ông không đi làm "tri huyện" mà thi vào và làm việc trong ngành tư pháp lúc đó còn thuộc hệ thống tư pháp Pháp. Ông, cũng như một số trí thức khác muốn dùng giáo dục và văn hóa Tây Phương để canh tân VN. Ông đã làm nhiều nhiệm sở - trong đó có tòa án thành phố Vinh nhiều năm. Sau đó ông trở thành biện lý Tòa án Hà Nội vào những năm đầu thập niên 1940.
Trong thập niên 40, ông được bổ làm Biện lý Tòa Thượng Thẩm Hà Nội. Cũng như nhiều trí thức thời đó ông tham gia vào cuộc tranh đấu cho nền độc lập VN trong hàng ngũ Quốc gia và cũng là một trí thức Công giáo tranh đấu cho một nền độc lập khác với phe Việt Minh có khuynh hướng Mácxít.
Là biện lý Tòa án Hà Nội thời 1945-1946, ông đứng lên chất vấn chính phủ Hồ Chí Minh về các vụ bắt bớ nhiều thành phần không cộng sản một cách bất hợp pháp vì lúc ấy các thành phần quốc gia bị Việt Minh truy lùng và ám sát dưới sự chỉ đạo của Võ Nguyên Giáp. Sau đó chính ông cũng bị truy lùng và để tránh bị ám sát ông đã phải trốn qua Trung Hoa trong khi gia đình ông đã về trú ẩn tại Phát Diệm, một khu tự trị công giáo.

## Đinh xuân Quảng và "Giải Pháp Quốc gia"
Trong năm 1946, nhiều thành phần quốc gia (Dân chủ và Dân tộc) cũng tìm một giải pháp độc lập cho một VN không Cộng sản với những phương tiện "ôn hòa," hợp pháp, dân chủ qua việc thương thuyết với Pháp. Ông là một trong những người trí thức lên tiếng ủng hộ giải pháp không CS từ đầu thập niên 1940 và ông phải trốn qua bên Tàu để tránh bị sát hại. Tại Trung Hoa, với các bạn như Trần Văn Tuyên, Phan Huy Đán, Nguyễn Tường Tam, Nghiêm Xuân Thiện, vv., đã thuyết phục cựu hoàng Bảo Đại cầm đầu phong trào phe quốc gia đòi độc lập. Ông trở thành một trong hai cố vấn của Bảo Đại (người kia là bác sĩ Phan Huy Đán).
Phe quốc gia làm việc ráo riết để đi đến một giải pháp độc lập ôn hòa không Cộng sản - một Mặt Trận Quốc gia Thống Nhất được thành lập vào 1947 để ủng hộ Cựu Hoàng Bảo Đại đàm phán với Pháp. Tại HongKong, tại Trung Hoa và tại VN, ông và các người quốc gia khác đã tham gia tích cực trong "Giải pháp QGVN" ngược lại với chính phủ HCM được coi là giải pháp CS. Nhiều biểu tình tại Huế, Saigon ủng hộ giải pháp Quốc gia Việt Nam, yêu cầu Bảo Đại về lập chính phủ./Trong cuộc giành độc lập, phe "Quốc gia" đòi hỏi việc bãi bỏ Hiệp ước Patenôtre 1884, sáp nhập Nam kỳ vào VN và giành độc lập - xây dựng một quốc gia VN hiện đại.
Bước đầu tiên của phe quốc gia là Thỏa ước Hạ Long được ký giữa phe Quốc gia Việt Nam và Pháp vào ngày 5 tháng 6 năm 1948. Ông Đinh Xuân Quảng là một trong những thành viên ký kết /,Bản Thỏa ước độc lập này đi xa hơn nhiều so với bản Tạm ước sơ bộ ký giữa Hồ Chí Minh và Sainteny vào 6 tháng 3 năm 1946, theo đó Pháp chỉ nhìn nhận Việt Nam là một "quốc gia tự do."
Ông là thành viên Hội đồng Pháp-Việt thương thuyết Hiệp ước Elysée được ký ngày 8 tháng 3 năm 1949 công nhận một Việt Nam thống nhất và độc lập (có nền hành chính, tài chính, quân đội và quyền ngoại giao riêng). Quốc hội Pháp chấp nhận việc sáp nhập Nam kỳ vào Quốc gia Việt Nam ngày 3/6/1949 và ngày 14/6/1949 Nam kỳ chính thức tái sáp nhập vào Quốc gia Việt Nam.
"Giải pháp Quốc gia Việt Nam"
"Giải pháp Quốc gia Việt Nam" mặc dù ôn hòa và có tính hợp pháp, ít nhiều đã làm giảm chính nghĩa cho phe Quốc gia vì phải liên minh với Pháp để chống lại Cộng sản. Phe CS được sự trợ giúp ngày càng nhiều từ phía Cộng sản Trung Quốc, Nga Xô và phe CS Quốc tế. Chiến tranh giữa Pháp và CS/VM đã dẫn đến trận Điện Biên Phủ và Hiệp Định Genève, mà hậu quả là trên một triệu người ở trên vĩ tuyến 17 đã "bầu phiếu bằng chân của họ", di cư vào Nam tìm tự do.
Mặc dù phe Quốc gia đã thành công giành độc lập qua các phương tiện "ôn hòa đúng công pháp," nhưng lúc đó thì đã quá trễ vì tình hình chính trị - quân sự thế giới đã thay đổi khá nhiều, không thuận lợi cho phe Quốc gia. Cuộc chiến giành độc lập đã trở thành một loại chiến tranh "ủy nhiệm" giữa hai phe "Tự Do" và "Cộng sản." 
Một "chuyên gia" đóng góp vào việc "hủy bỏ Hiệp ước Patenôtre" và xây dựng cơ cấu "Quốc gia VN" 
Năm 1947 Đinh Xuân Quảng trở về VN cùng với cựu Thủ tướng Trần Trọng Kim và một số người khác để tiếp tục tranh đấu giành độc lập và thương thuyết với Pháp đòi trả lại Nam kỳ cho VN.
Ông đã phải trải qua những gian truân trong quy trình xây dựng "Quốc gia Việt Nam - QGVN" qua việc tham gia nhiều chính phủ từ 1948 đến 1954 trong nhiều cương vị khác nhau.
Một trong những đóng góp của ông là việc xây dựng cơ cấu cho chính quyền "QGVN," lo việc tổ chức lại bộ máy hành chính VN độc lập để thay bộ máy hành chính thuộc địa được áp đặt lên VN từ 1862-1954. Ông tham gia vào quy trình chấp nhận "cờ vàng ba sọc đỏ" và cơ cấu mới cho QGVN. Việc gây dựng cơ cấu, nền hành chính quốc gia gồm việc tiếp thu các cơ sở hành chính từ tay người Pháp – sáp nhập hành chính thuộc địa (Công vụ, Y tế, Giao thông, Tư Pháp, vv.) dưới thời Pháp và xây dựng cơ sở cho một nền hành chính của một quốc gia độc lập. 
Cũng trong năm 1947 ông đi Pháp và Thụy Sĩ với Quốc trưởng Bảo Đại để thương thuyết với cao ủy Bollaert.
Từ ngày 1/6/1948 ông tham gia vào chính phủ Trung ương Lâm thời - Nguyễn Văn Xuân với tư cách Thứ trưởng Phủ Thủ tướng. Đây là một giai đoạn gay go trong cuộc thương thuyết Pháp – Việt. Ông là thành viên đại diện cho miền Trung ký kết Thỏa ước Hạ Long. Chức vụ của ông trong chính phủ vào thời gian này có tính cách tổng hợp, chỉnh đốn việc điều hành guồng máy chính phủ còn mới mẻ trong giai đoạn chuyển tiếp, đồng thời giúp việc quản lý guồng máy trong một hoàn cảnh lâm thời chuyển đổi mau chóng đầy bất trắc, cố gắng sáp nhập Nam kỳ lúc đó là một thuộc địa của Pháp vào QGVN.
Ông từ chức Thứ trưởng vào ngày 4/1/1949 để phản đối việc "thiếu hợp tác" của Pháp trong việc chuyển giao các cơ quan hành chính cho QGVN. Ông là thành viên phái đoàn điều đình với Pháp [từ ngày 12/2/1949 đến ngày 28/2/1949] dẫn đến Hiệp ước Elysée 8/3/1949. Hiệp ước Elysée xóa bỏ Hiệp ước Patenôtre và chấp nhận việc sáp nhập Nam kỳ vào QGVN vào ngày 14/6/1949 một cách "ôn hòa."
Chính phủ của Quốc trưởng Bảo Đại (1/7/1949 – 20/1/1950) có sáu tháng thành lập Quốc gia Việt Nam, tiếp tục thương thuyết với Pháp về việc dành độc lập. Trong thời gian này, chính phủ ban hành công dụ 1/7/1949 về "Tổ chức công quyền" và "Quy chế công sở". Nhiều nước và tổ chức quốc tế đã công nhận VN. 
Từ 21/1/1950 – 6/5/1950 (3 tháng 15 ngày) ông tham gia vào Chính phủ Nguyễn Phan Long với tư cách "Bộ trưởng Phủ Thủ tướng." Nội các Nguyễn Phan Long gặp nhiều khó khăn từ nhiều phía kể cả Pháp và không đứng được lâu. 
Trong nội các thứ nhất của Chính phủ Trần Văn Hữu (6/5/1950 -21/2/1951- 9 tháng 10 ngày) ông là Bộ trưởng Công vụ đầu tiên của QGVN. Trong cương vị này ông tham gia xây dựng, củng cố nền hành chính QGVN bắt đầu từ 1948 qua việc tiếp nhận các cơ sở của Pháp, tổ chức guồng máy công quyền, sáp nhập công vụ VN, sáp nhập công vụ thuộc địa Nam kỳ vào một nền công vụ quốc gia VN. Qua nhiều chức vụ ông đã tham gia vào việc xây dựng, củng cố và thông qua các Luật, Sắc lệnh, vv. Xây dựng cơ cấu hành chính cơ bản cho QGVN như: - Quy chế công chức (14/7/1950), Quy chế Nghiệp đoàn (16/1/1952), Hội đồng Đô thành (27/12/52), v.v. Và ngạch Thẩm phán được thiết lập theo Sắc lệnh số 10/TP. Ông cũng đóng góp vào việc sáp nhập ngành Y tế thuộc địa để gây dựng nên nền Y tế Việt Nam, củng cố việc đào tạo nhân sự và xây dựng thêm một số cơ sở như nhà thương Nhi đồng tại Sài Gòn, v.v...
Trong nội các thứ hai của chính phủ Trần Văn Hữu (21/2/1951-7/3/1952 - 12 tháng 14 ngày) ông tham gia với tư cách bộ trưởng Ngân sách nhưng lại phụ trách Bộ Công vụ. Việc này đã giúp củng cố nền hành chính và công vụ của QGVN.
Trong nội các thứ ba của Chính phủ Trần Văn Hữu (7/3/1952 – 26/6/1952 – trên hai tháng) ông tham gia với tư cách bộ trưởng Phủ Thủ tướng.
Tại Hà nội ông thay mặt chính phủ tiếp thu lại "thanh kiếm và chiếc ấn của vua Bảo đại" vốn đã được giao cho đại diện Việt Minh tại Huế năm 1945 khi cựu hoàng thoái vị và được Pháp tìm lại.
Sau đó, dưới thời nội các Nguyễn Văn Tâm, ông trở về làm việc tại Tòa Thượng Thẩm Sài Gòn với tư cách thẩm phán.
Ngày 17/1/1954 ông nhận chức Bộ trưởng Nội vụ trong Nội các Chính phủ Bửu Lộc (11/1/1954 - 7/7/1954). Đây là thời kỳ có nhiều khó khăn vì đang có Hội nghị quốc tế họp tại Genève bàn về đình chiến VN. Chính phủ Bửu Lộc chỉ kịp ký với Thủ tướng Laniel hai Hiệp ước: Hiệp ước Độc Lập và Hiệp ước Liên Kết trao "hoàn toàn" độc lập cho chính phủ QGVN (4/6/1954). Sau khi phản đối Hội nghị Genève, chính phủ Bửu Lộc từ chức, trao quyền cho Chính phủ Ngô Đình Diệm.
Chính phủ Bửu Lộc. Ông Đinh Xuân Quảng đứng hàng thứ 2, thứ 4 từ bên phải.
Trong thời gian tháng 7-1949 đến tháng 7-1954, Quốc gia Việt Nam đã có 8 chính phủ với 5 Thủ tướng. Trong thời gian này ông Đinh Xuân Quảng đã tham gia năm chính phủ vì "khả năng chuyên môn, biết việc, không tai tiếng".
Sau khi Hiệp định Genève 1954 chia đôi Việt Nam, ông trở về với ngành Tư pháp làm Thẩm phán cho Tòa Thượng Thẩm Sài Gòn và cũng là thành viên Tòa Phá Án Sài Gòn.
Trong thời gian 1955-1956, ông không hợp tác với chính phủ Ngô Đình Diệm vì đã biết ông Diệm từ lúc ở Hong Kong và sớm nhận ra sự sa lầy của chế độ gia đình trị của ông Ngô Đình Diệm. Ông bị "ám sát hụt" và phải đi lẩn tránh trong một thời gian. Ông thuộc phe đối lập "quốc gia" tranh đấu cho một VN dân chủ và không cộng sản. Trong giai đoạn này, ông cũng viết cho nhiều báo chí tại miền Nam, đặc biệt là tờ "Chính Luận".
Vào tháng 11 năm 1960, sau vụ đảo chính hụt của một số sĩ quan, ông đã cho ông Phan Huy Đán trú ẩn trong nhà và kết quả là cả gia đình ông bị giam trong nhiều năm (riêng người con trai, Đinh Xuân Quân, vì còn đi học nên được thả sau 6 tháng). Ông và vợ ông cùng nhiều người khác đã phải ra Tòa án Quân sự Đặc biệt xử ngày 11/7/1963 về vụ này.

## Đệ Nhị Cộng Hòa
Thời kỳ sau Đệ Nhất Cộng Hòa là thời kỳ hỗn loạn tại Miền Nam, sự sống còn của Miền Nam bị đe dọa và chiến tranh lên cao với sự tham gia đông đảo của quân đội Mỹ vào VN.
Trong thời gian 1964 đến 1966, ông Đinh Xuân Quảng không tham chính. Ngày 9/9/1966 ông ra tranh cử vào Quốc hội Lập Hiến để thành lập Hiến pháp (HP) Đệ Nhị Cộng Hòa.
Là luật gia và là một trong ba thành viên của Quốc hội Lập Hiến có đào tạo về luật, ông đã đóng góp tích cực trong việc xây dựng Hiến pháp Đệ Nhị Cộng Hòa. Sau khi ông Phan Khắc Sửu từ chức, ông đứng ra làm chủ tịch QH lập hiến và mở ra một trang mới cho Đệ Nhị Cộng Hòa. 3/4/1967 HP được công bố và sau đó cuộc bầu cử Tổng thống được tổ chức.
Ông từ trần ngày 17 tháng 2 năm 1971 tại Sài Gòn, sau một thời gian bị bệnh, thọ 62 tuổi.